# Чумаков, Алексей Георгиевич
Алексей Гео́ргиевич Чумако́в (род. 12 марта 1981, Самарканд) — российский эстрадный певец, телеведущий и актёр.
Призёр (3-е место) первого сезона музыкального реалити-шоу «Народный артист» на телеканале «Россия» в 2003 году, где также был удостоен приза симпатий слушателей радиостанции «Европа Плюс».
Победитель первого сезона телевизионного шоу перевоплощений «Один в один!» на «Первом канале» и  «Россия-1» в мае 2013 года. Входил в состав жюри второго и шестого сезонов этого шоу на телеканале  «Россия-1» в 2014 году. 21 мая 2016 года стал победителем четвёртого сезона шоу под названием «Битва сезонов».

## Биография
Родился 12 марта 1981 года в городе Самарканде Узбекской ССР.
Отец — Георгий Георгиевич Чума́ков, болгарин, родом из Габрово, по профессии художник-оформитель, работал главным реставратором Собора святителя Алексия Московского в Самарканде.
Мать — Лилия Аванесовна (скончалась в 2011 году от занесённого во время операции гепатита), армянка, родом из Нагорного Карабаха, работала врачом-физиотерапевтом.
Старший брат — Сергей Георгиевич Чумаков, проживает в Тюмени.
В детстве занимался в музыкальной школе по классу ударных инструментов и перкуссии, был ведущим на школьных концертах, организатором различных мероприятий. С одиннадцати лет пишет песни и выступает на сцене.
В 1994 году был награждён дипломом I степени Дома пионеров Железнодорожного района города Самарканда «за успешное участие в I туре конкурса для детей, подростков и юношества „Утренняя звезда“ в вокальном жанре», где исполнил песню собственного сочинения «Жёлтые листья».
В 1995 году семья Чумакова перебралась в Тюмень. Там он поступил в Тюменский высший колледж искусств на вокальное отделение, но проучился только один год. Затем продолжил обучение на дирижёрско-хоровом отделении Ташкентского высшего колледжа искусств, который окончил в 1998 году.
На региональном конкурсе «Голоса „Европы Плюс“» в Кемерове победил в трёх номинациях — как вокалист, композитор и аранжировщик. На тюменском конкурсе «Ступени» в течение нескольких лет писал песни для молодых исполнителей, постоянно завоёвывая дипломы лучшего композитора и аранжировщика. Гастролировал, писал песни, делал аранжировки, писал и целые альбомы другим исполнителям, выступал в качестве саунд-продюсера, работал арт-менеджером, ведущим. Также вёл свою собственную программу «Чумовая вечеринка», куда приглашал различных артистов.
В 2003 году переехал в Москву, а затем перевёз в столицу своих родителей.
Всероссийская известность пришла к Алексею Чумакову как к эстрадному певцу в 2003 году после его участия в первом сезоне музыкального реалити-шоу «Народный артист» на телеканале «Россия», где он занял третье место и получил приз симпатий слушателей радиостанции «Европа Плюс». Далее последовали многочисленные концерты, участие в телепрограммах и радиовыступления.
Алексей Чумаков, по его словам, обладает баритональным тенором, а скорее — баритоном драматическим. Диапазон — теноровый, а сам голос — баритональный.
Занимается писательской деятельностью. В 2004 году написал свой первый роман «Цвет последнего заката», но рукопись, которую он уже заканчивал, разорвал в клочья щенок. А так как рукопись романа была в единственном экземпляре, то восстановить её в полном объёме оказалось невозможно. Впоследствии Чумаков совместно со своим другом Алексеем Ушаковым написал сценарий «Чужой закат» по сюжету несостоявшейся книги. Окончательный вариант названия звучал как «Грязь». Чумаков привлёк инвесторов, и на базе «Свердловской киностудии» совместно с «Блэк-студиа» снял полнометражный художественный фильм в жанре триллера, фильма ужасов, драмы. В качестве режиссёра выступил Кирилл Котельников. Чумаков работал в качестве сорежиссёра и продюсера, сыграл в фильме одну из ролей, написал к фильму часть музыки.
В 2006 году вышел первый музыкальный альбом «Сны о чём-то большем», включивший такие песни, как «Я от тебя схожу с ума», «Балалайка» и «Необыкновенная».
В 2007 году принимал участие в проектах «Танцы на льду» на телеканале «Россия-1» и «Король ринга» на «Первом канале».
В апреле 2008 года гастролировал в Германии. Это был первый гастрольный тур Чумакова за пределами России.
В 2009 году Алексей Чумаков и Тина Канделаки вели Международный конкурс молодых исполнителей популярной музыки «Новая волна» в Юрмале. В этом же году вышел очередной хит — «Тут и там», а также видеоклип на эту песню.
В 2010 году принимал участие в телепроекте «Большие гонки» на «Первом канале». Исполнил роль в новогоднем мюзикле «Морозко» на телеканале «Россия-1».
В 2010—2011 годах работал над новым альбомом, в записи которого приняли участие музыканты, работающие со Стиви Уандером, Бэйбифейсом, Кристиной Агилера и Ленни Кравитцем. В это же время работал ведущим Международного детского фестиваля «Песенка года». Написал музыку песни «Ангелы», которую исполняет Борис Моисеев.
В 2011 году выступил дуэтом с американским певцом Майклом Болтоном на Фестивале российской песни в Зелёной Гуре (Польша), а затем — на сольном концерте Майкла Болтона в Москве. Выпустил песню «Девочка, девушка, женщина», а затем и видеоклип на неё.
Исполнил одну из главных ролей в новогоднем мюзикле телеканала «ТВ Центр» «Новогодняя SMS-ка». Принял участие в мюзикле Александры Пахмутовой «Волшебный Новый год» в Большом концертном зале «Академический».
В 2012 году выступал как ведущий программы «Clip You Чарт» на телеканале «Муз-ТВ», также являлся членом жюри и педагогом детского реалити-шоу «Школа музыки» Лины Арифулиной на телеканале «Ю». Участвовал в благотворительных акциях и концертах. Выпустил лирическую композицию «Счастье».
26 мая 2013 года Чумаков стал победителем звёздного реалити-шоу «Один в один!» на «Первом канале» и выпустил свой новый альбом «Тут и там».
С сентября по декабрь 2013 года работал ведущим шоу «Успеть до полуночи» на «Первом канале». Исполнил мужскую роль второго плана в комедийном художественном фильме «Остров везения» (2013). Озвучил персонажей мультфильмов «Джастин и рыцари доблести», «Спасти Санту». Дублировал голос сэра Мармешоу в мультфильме «Оз: Возвращение в Изумрудный город». Получил награду за выдающиеся достижения в трудовой деятельности от Российской муниципальной академии.
В 2014 году вошёл в состав жюри второго сезона шоу перевоплощений «Один в один!» на телеканале «Россия-1».
В мае 2014 года сделал официальное заявление о свадьбе с певицей Юлией Ковальчук.
1 июля 2014 года Чумаков и Ковальчук записали совместную песню «В заметки» и самостоятельно сняли видеоклип на эту песню. Их режиссёрский дебют получил главную награду на Русской музыкальной премии телеканала «RU.TV» 2015 года в номинации «Сам себе режиссёр». В ноябре 2014 года стали лауреатами премии «Пара года» по версии российской версии журнала «Glamour».
В романтической комедии «Срочно выйду замуж» Чумаков и Ковальчук исполнили главные роли.
В 2015 году написал и опубликовал новеллу в жанре мистического триллера «В поисках призраков». В ноябре 2015 года вышел второй роман Чумакова — психологический триллер под названием «47».
В 2019 году вышел фильм «Аладдин», снятый по мотивам известного мультфильма студии Disney. Джинна в фильме озвучил Уилл Смит, а в российском дубляже — Алексей Чумаков.
В конце апреля 2022 года в российский прокат вышел анимационный фильм «Бука. Моё любимое чудище». Роль Буки в картине озвучил Алексей Чумаков.
В 2022 году участвовал в телешоу «Аватар» на телеканале НТВ, где управлял аватаром «Леший».
7 октября 2023 года вошёл в состав жюри первого сезона шоу перевоплощений «Ярче звезд!» на телеканале «ТНТ».
В 2024 участвовал в сезоне юмористическо-концертной передаче «Звёзды».
В сентябре 2024 стал гостем юмористического шоу «Что было дальше?».
В 2025 году вошёл снова в состав жюри  шоу перевоплощений «Один в один!» на телеканале «Россия-1» (Съёмки были осенью 2024 года).

### Личная жизнь

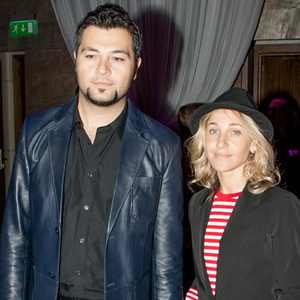
Алексей Чумаков и Юлия Ковальчук на презентации первого альбома Родиона Газманова «Противофазы». Май 2013 года

С октября 2013 года женат на певице, телеведущей и экс-солистке группы «Блестящие» Юлии Ковальчук (род. 12 ноября 1982). Поженились спустя пять лет после начала отношений. 12 октября 2017 года у пары родилась дочь Амелия. В июле 2023 года артисты сообщили о рождении второй дочери Алисии.

## Творчество

### Телевидение
- 2003 — призёр (3-е место) телевизионного конкурса «Народный артист» (первый сезон) на телеканале «Россия», где также был удостоен приза симпатий слушателей радиостанции «Европа Плюс»[1].
- 2005 — ведущий телевизионного шоу «Секрет успеха» на телеканале «Россия»[20].
- 2012 — ведущий второго сезона телевизионного конкурса «Фактор А» на телеканале «Россия-1».
- 2013 — участник телевизионного шоу перевоплощений «Один в один!» на Первом канале, где исполнил песни в образах Ильи Лагутенко, Александра Серова, Любови Успенской, Стиви Уандера, Бориса Моисеева, Джастина Тимберлейка, Монсеррат Кабалье, Валерия Леонтьева, Леонида Утёсова, Авраама Руссо, Стинга. В финальном выпуске выступил в образе Филиппа Киркорова с песней «Жестокая любовь» и по итогам зрительского голосования занял 1-е место[2].
- 2013 — ведущий шоу «Кто сверху?» на телеканале «Ю» совместно с Юлией Ковальчук[13].
- 2013 — ведущий еженедельной юмористической викторины «Успеть до полуночи» на Первом канале совместно с Тимуром Родригезом[21][22].
- 2014 — входил в состав жюри второго сезона шоу перевоплощений «Один в один!» на телеканале «Россия-1»[3].
- 2014 — ведущий шоу «Наш выход» на телеканале «Россия-1» совместно с Юлией Ковальчук.
- 2014 — ведущий программы «Откройте, к вам гости!» на СТС.
- 2015 — ведущий программы «Империя иллюзий: братья Сафроновы» на СТС.
- 2016 — участник четвёртого сезона шоу перевоплощений «Один в один!» под названием «Битва сезонов» на телеканале «Россия-1». В финальном выпуске выступил в образе Тины Тёрнер с песней «Simply the Best» и по итогам зрительского голосования занял 1-е место, став единственным участником, дважды победившем в шоу «Один в один!» за всю его историю[4][5].
- 2016 — приглашённый гость шоу «Импровизация» на ТНТ.
- 2020 — приглашённый гость с женой Юлей Ковальчук шоу «Импровизация» на ТНТ.
- 2021 — приглашённый гость шоу «Новогодняя маска» на НТВ, в образе Короля.
- 2021 — ведущий шоу «Между нами шоу» на СТС совместно с Юлией Ковальчук.
- 2023 — входит в состав жюри первого сезона шоу перевоплощений «Ярче Звезд» на телеканале «ТНТ».

### Дискография
2006 — «Сны о чём-то большем»
1. «Эти чёрные глаза» — 3:14.
2. «Сны о чём-то большем» — 3:24.
3. «Я от тебя схожу с ума» — 3:04.
4. «Безответная любовь» — 3:13.
5. «Параллельно» — 3:52.
6. «Было и будет» — 4:07.
7. «Останови» — 3:09.
8. «Балалайка» — Алексей Чумаков, Александр Панайотов — 2:58.
9. «Маленький кораблик» — 3:01.
10. «Ты гонишь» — 3:09.
11. «На перекрёстке двух дорог/Когда забудешь ты меня» — Алексей Чумаков, Ирина Топорец — 3:49.
12. «Необыкновенная» — Алексей Чумаков, Александр Панайотов, Руслан Алехно — 3:47.
13. «Не забывай меня» — 3:59.

2013 — «Тут и там»
1. «Intro (Разговор с мамой)» — 4:12.
2. «Моя весна» — 5:35.
3. «Загадай» — 3:56.
4. «Любовь ещё жива» — 3:08.
5. «Небо забираю с собой» — 4:37.
6. «Как дела?» — 4:23.
7. «Стань такой как все» — 3:42.
8. «Счастье» — 4:31.
9. «Тут и там» — 4:59.
10. «Я ждал всю жизнь» — 4:17.
11. «Ты не со мной» — 3:55.
12. «Если хочешь, мечтай» — 3:31.
13. «Девочка, девушка, женщина» — 3:24.
14. «Если ты меня разлюбишь» — 3:39.
15. «Ты и я» — 5:31.
16. «Зачем тебе любовь моя?» — 3:53.
17. «Дай мне только шанс» — 3:27.
18. «Всё будет как ты хочешь» — 4:01.
19. «Сто дней» — 3:54.
20. «Outro (Вкус шоколада)» — 10:38.

2017 — «Небо в твоих глазах»
1. «Песня о любви» — 5:25.
2. «Знаешь» — 4:19.
3. «Знает небо» — 3:46.
4. «Небо в твоих глазах» — 4:03.
5. «Девочка-море» — 5:02.
6. «Назови меня чужим» — 4:53.
7. «Загадай» (Latin mix) — 4:09.
8. «Я пришёл» — 5:40.
9. «Если бы знать зачем» — 4:12.
10. «В заметки» — 4:55.
11. «Улетай» — 4:15.
12. «В семи ветрах» — 4:06.
13. «Не забывай меня» (Disco mix) — 5:49.

### Фильмография

#### Актёр
- 2000 — Игра на вылет — Антуан
- 2004 — Грязь (Цвет последнего заката)[23] —
- 2010 — Морозко —
- 2011 — Новогодняя SMS-ка —
- 2011 — Самый лучший фильм 3-ДЭ — селебрити
- 2013 — Остров везения — Лёша
- 2015 — Срочно выйду замуж — Стас, светский фотограф, возлюбленный Жени[14][15]
- 2019 — Барс — Александр Барс, писатель, автор серии популярных детективных романов[24][25]
- 2023 — Галустян+ — камео (16-й выпуск)
- 2023 — Я хочу! Я буду! — камео

#### Дубляж
- 2010 — Ослепительный Барри и червяки диско — Барри[26]
- 2013 — Самолёты — Эль Чупакабра[27]
- 2013 — Джастин и рыцари доблести — Клорекс[28]
- 2013 — Спасти Санту — эльф Бернард[29]
- 2014 — Оз: Возвращение в Изумрудный город — капитан Зефир[30]
- 2019 — Аладдин — Джинн (роль Уилла Смита)[31]

#### Озвучивание мультфильмов
- 2016 — Богатырша — средняя голова Змея Горыныча
- 2021 — Бука. Моё любимое чудище — Бука[32]
- 2022 — Щелкунчик и волшебная флейта — Король Эдуард

#### Режиссёр, кинопродюсер, сценарист
- 2004 — Грязь (Цвет последнего заката)[23]